# Glyphomerus carinatus
Glyphomerus carinatus är en stekelart som beskrevs av Nikol'skaya 1952. Glyphomerus carinatus ingår i släktet Glyphomerus och familjen gallglanssteklar. Inga underarter finns listade i Catalogue of Life.